# Antoni Gaudí
Antoni Gaudí i Cornet (Reus of Riudoms, 25 juni 1852 – Barcelona, 10 juni 1926) was een Catalaanse architect. Hij ontwierp rond 1900 markante gebouwen en objecten, vooral in Barcelona, waarvan de Sagrada Família het bekendste is.
Hij wordt beschouwd als een grondlegger van de organische architectuur. Zijn werk valt onder de art nouveau/jugendstil. In Catalonië is deze stijl het Catalaans modernisme.

## Jeugd en studie
Gaudí werd in 1852 vermoedelijk in de Catalaanse stad Reus geboren, in een huis aan de Carrer de Sant Joan 4. Andere bronnen beweren dat hij in het nabijgelegen Riudoms is geboren. Zijn vader, Francesc Gaudí i Serra, was een onbemiddelde kopersmid. Sinds zijn kindertijd leed Gaudí aan reuma.
Op zijn zeventiende trok hij naar Barcelona om er architectuur te studeren aan de Escola Superior d'Arquitectura (Hogeschool voor de Architectuur). Om in zijn levensonderhoud te voorzien had hij bijbaantjes bij architecten in de stad. Gaudí was geen goede student maar viel op door zijn eigenzinnigheid. Zo tekende hij bij zijn afstudeerproject "voor de sfeer" een volstrekt irrelevante lijkwagen op een bouwtekening van een poortgebouw van een begraafplaats.
Tussen zijn twintigste en dertigste was Gaudí lid van de vrijmetselarij, maar na herontdekking van zijn katholieke geloof, distantieerde hij zich formeel van dit lidmaatschap, vanwege zowel het kerkelijk verbod op vrijmetselaarslidmaatschap als het sterk "antichristelijke karakter" van de Spaanse irreguliere tak van de vrijmetselarij. De internationale vrijmetselarij gebruikt Gaudí thans in haar schaarse public relations onterecht als illustratie van katholiek én maçonniek zijn.
Bij zijn diploma-uitreiking in 1878 zei de directeur Elie Rogent: "He aprobado a un loco o a un genio", Ik heb een dwaas of een genie laten slagen. Opvallend is dat Gaudí, die zich later altijd tamelijk sjofel kleedde, in deze tijd buitengewoon veel tijd aan zijn uiterlijk besteedde en aldus een dandy was. Niettemin leefde hij alleen voor zijn werk. Hij huwde nooit, hoewel hij volgens een gerucht rond 1884 verloofd was.

## Vroege werken
In de tijd dat Gaudí afstudeerde, was er in de Europese architectuur sprake van openheid. Het strakke en sobere neoclassicisme van de Parijse Arc de Triomphe maakte plaats voor de romantiek, met gevoel en waardering voor alle bouwstijlen uit het verleden, niet alleen de Romeinse en Griekse. Spanje was enigszins geïsoleerd van Europa, maar ook hier las men het werk van John Ruskin, die in 1853 schreef: "Het ornament is de oorsprong van de architectuur". Het werk van Gaudí is uitzonderlijk rijk aan ornamenten.
In Gaudí's jonge jaren ging het de stad Barcelona voor de wind. De rijke intellectuele burgers omringden zich graag met kunstenaars en Gaudí begaf zich in deze kringen. Hij ontwikkelde een antikerkelijke houding en was begaan met de arbeiders.
Een van de bouwstijlen die in de belangstelling stonden, was de gotiek. Gaudí bezocht het door Eugène Viollet-le-Duc herschapen Carcassonne en de kathedraal in Tarragona. De belangstelling voor de gotiek had een politieke achtergrond. Catalonië bloeide economisch, maar werd politiek overheerst door Castilië (Madrid). Onderwijs in het Catalaans was verboden. Gaudí, die fervent Catalaans was, was lid van de Centre Excursionista, een groep jongeren die plaatsen uit het verleden van Catalonië bezocht. Gaudí sprak zo veel mogelijk Catalaans, ook als dat dan voor anderstalige bouwvakkers vertaald moest worden.
Net als Viollet-le-Duc nam Gaudí de architectuur uit het verleden niet klakkeloos over, maar gebruikte hij die ter inspiratie. Het gevolg was dat Gaudí in zijn leven slechts één keer een prijs kreeg: voor het relatief conventionele Casa Calvet. Hij schijnt onder deze miskenning geleden te hebben.
Vreemd genoeg kreeg Gaudí al voordat hij naam maakte een grote opdracht. In 1881 kocht een vereniging in Barcelona grond waarop zij een kerk en bijbehorend complex wilde bouwen ter ere van de Sagrada Família (de Heilige Familie: Jozef, Maria en Jezus). De opdracht ging eerst naar Francisco de Paula del Villar, voor wie Gaudí in zijn studententijd werkte. Deze trok zich na het begin van de werkzaamheden terug. Joan Martorell, een bekende van Gaudí en qua neogotiek dé Catalaanse architect, zou de leiding overnemen, maar weigerde. Waarom de onbekende Gaudí in 1883 de opdracht kreeg, is onduidelijk. Als Gaudí met een van zijn projecten op de wereldtentoonstelling in Parijs te zien is, trekt hij de aandacht van de Spaanse textielfabrikant Eusebi Güell. Gaudí krijgt van hem de opdracht om meubels te ontwerpen voor een kapel in het paleis van Sobrellano. Uiteindelijk krijgt de architect nog 5 andere opdrachten van Güell in de daaropvolgende 35 jaar. Deze bekende industrieel wordt door velen dan ook gezien als de beschermheer van Gaudí.

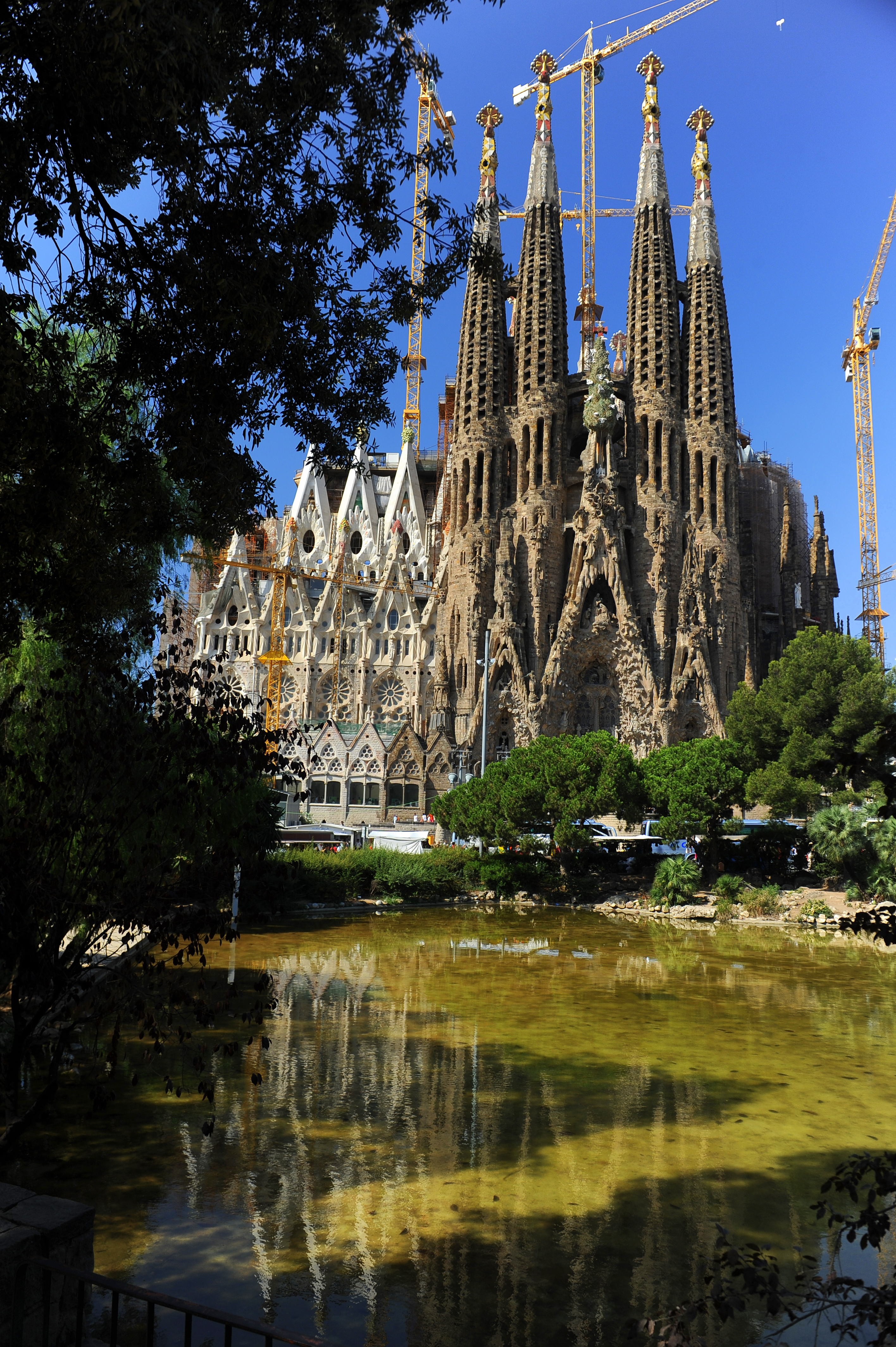
Het exterieur van de Sagrada Família. De hand van Gaudí is waarneembaar in de Façade van de Geboorte en haar torens, rechts, terwijl de bouwdelen, waar eerst na zijn dood aan werd begonnen, steeds vrijer wordende interpretaties van zijn ideeën laten zien.

In dat jaar begon de bouw van Casa Vicens. Het is een combinatie van baksteen en natuursteen, maar opvallend zijn de tegels die de buitenkant van het huis bedekken. De geometrische patronen die ze vormen, doen denken aan Arabische bouwwerken en Gaudí liet zich hiervoor inspireren door de Moorse architectuur in Spanje. Het huis, waarvan hij ook het interieur ontwierp, combineert vele stijlen. Zo zitten er op het balkon van een hoektoren Rafaël-achtige engeltjes en is de eetkamer jugendstil.

## Latere werken
Zoals vermeld kon de overheid Gaudí's werk zelden waarderen, maar er waren genoeg anderen die dat wel deden, zoals textielmagnaat Eusebi Güell i Bacigalupi en bisschop Joan Bautista Grau i Vallespionós. Güell was een typische mecenas, iemand die kunstenaars in zijn huis ontving en ondersteunde. Op het moment dat de zakenman Gaudí leerde kennen, had laatstgenoemde nog maar weinig gepresteerd. Güell baseerde zijn waardering vooral op de ontwerpen die hij tijdens de wereldtentoonstelling van 1888 had gezien.
Voor Güell realiseerde Gaudí diverse objecten, waaronder het Palau Güell. Ook dit huis is een combinatie van vele stijlen. Gaudí gebruikte hier voor het eerst, onder meer in de gietijzeren poorten, de parabool en kettinglijn als vorm; elementen die in zijn latere werk steeds terugkomen. Ook de bizarre torentjes op het dak vallen op. De jonge architect trok met dit gebouw voor het eerst de aandacht van de pers.
Aan het begin van de 20e eeuw creëerde Gaudí het Park Güell. Behalve de gebouwen ontwierp hij veel van de mozaïeken. Hiermee toonde hij zich aanhanger van de stelling van Ruskin dat een architect ook de schilderkunst en de beeldhouwkunst moest beheersen. Het park was oorspronkelijk overigens bedoeld als woonwijk, maar van die sociale bedoeling kwam weinig terecht.
Gaudí's belangrijkste werk is de Sagrada Família, een basiliek gebouwd in opdracht van een rooms-katholieke vrome broederschap ter ere van de heilige Jozef. In 1914 besloot Gaudí, die op latere leeftijd niet meer sterk tegen de kerk gekant was, alleen nog maar aan de Sagrada Família te werken. Soms ging hij zelf langs de deuren om geld op te halen voor de bouw ervan en in zijn laatste jaren woonde hij zelfs op het bouwterrein. Aan de kerk wordt tot op de dag van vandaag gebouwd.

## Overlijden
Op 7 juni 1926 wandelde Gaudí over de Gran Via de les Corts Catalanes in Barcelona. Hij stak de Carrer de Bailén over, dicht bij de Plaça de Tetuan. Het was een route die hij vaak volgde om van de kerk aan de Plaça Sant Philip Neri naar de Sagrada Família te wandelen waar hij toen werkte. Een tram reed hem aan maar stopte niet en Gaudí bleef bewusteloos achter.
Het was duidelijk dat hij zwaargewond was maar taxichauffeurs weigerden Gaudí naar een kliniek te brengen wegens zijn sjofel voorkomen. Uiteindelijk werd hij door een politie-officier naar het Hospital de la Santa Creu de Barcelona gebracht, toen het armenhospitaal.
Omdat hij niet kwam opdagen op zijn werkplaats begonnen zijn medewerkers aan een zoektocht. Monseigneur Gil Parés en de architect Domènec Sugrañes i Gras vonden hem in het hospitaal. Hij weigerde naar een kliniek te worden overgebracht, zeggende: "Mijn plaats is hier, tussen de armen". Gaudí stierf in het hospitaal op 10 juni, om vijf uur in de namiddag. Hij was 73 jaar oud geworden.
Op zijn grafsteen staat volgende inscriptie: Antonius Gaudí Cornet. Reusensis. Annos natus LXXIV, vitae exemplaris vir, eximius que artifex, mirabilis operis hujus, templi auctor, pie obiit Barcinone die X Junii MCMXXVI, hinc cineres tanti hominis, resurrectionem mortuorum expectant. R.I.P.
(Antoni Gaudí Cornet. Van Reus. Een man die een voorbeeldig leven leidde, een buitengewone vakman, de auteur van dit prachtige werk, de kerk, stierf op 74-jarige leeftijd vroom in Barcelona op 10 juni 1926, vanaf dit moment wacht het stoffelijk overschot van zo een groot man op de opstanding van de doden. Moge hij rusten in vrede.)
Zijn begrafenis op 12 juni was een belangrijke gebeurtenis: de rouwstoet was wel een kilometer lang. Hij ligt begraven in de crypte van de Sagrada Família.

## Zaligverklaring
Een rogatoriale commissie van het Aartsbisdom Barcelona, onderzoekt sinds 2003 de mogelijkheid om Gaudí zalig te laten verklaren, mede omdat hij zijn architectenwerk ter meerdere eer en glorie van God gebruikte en zo in zijn dagelijks leven de heiligheid van de leek uitgedragen heeft. Het voorstel tot zaligverklaring werd in 2003 gepresenteerd bij de H.Stoel en sindsdien wordt er al gewerkt aan de uitgebreide studie. Het gaat om een document van honderden pagina’s met de biografie van de bouwmeester, zijn werk en de getuigenissen van personen die hem gekend hebben. Wanneer de Congregatie voor de Heilig- en Zaligsprekingsprocessen en de paus hun akkoord hebben gegeven, en het vereiste mirakel op voorspraak van de kandidaat-zalige een feit is, zal de zaligverklaring van Gaudí officieel zijn.

## Materialen, constructie en manier van werken

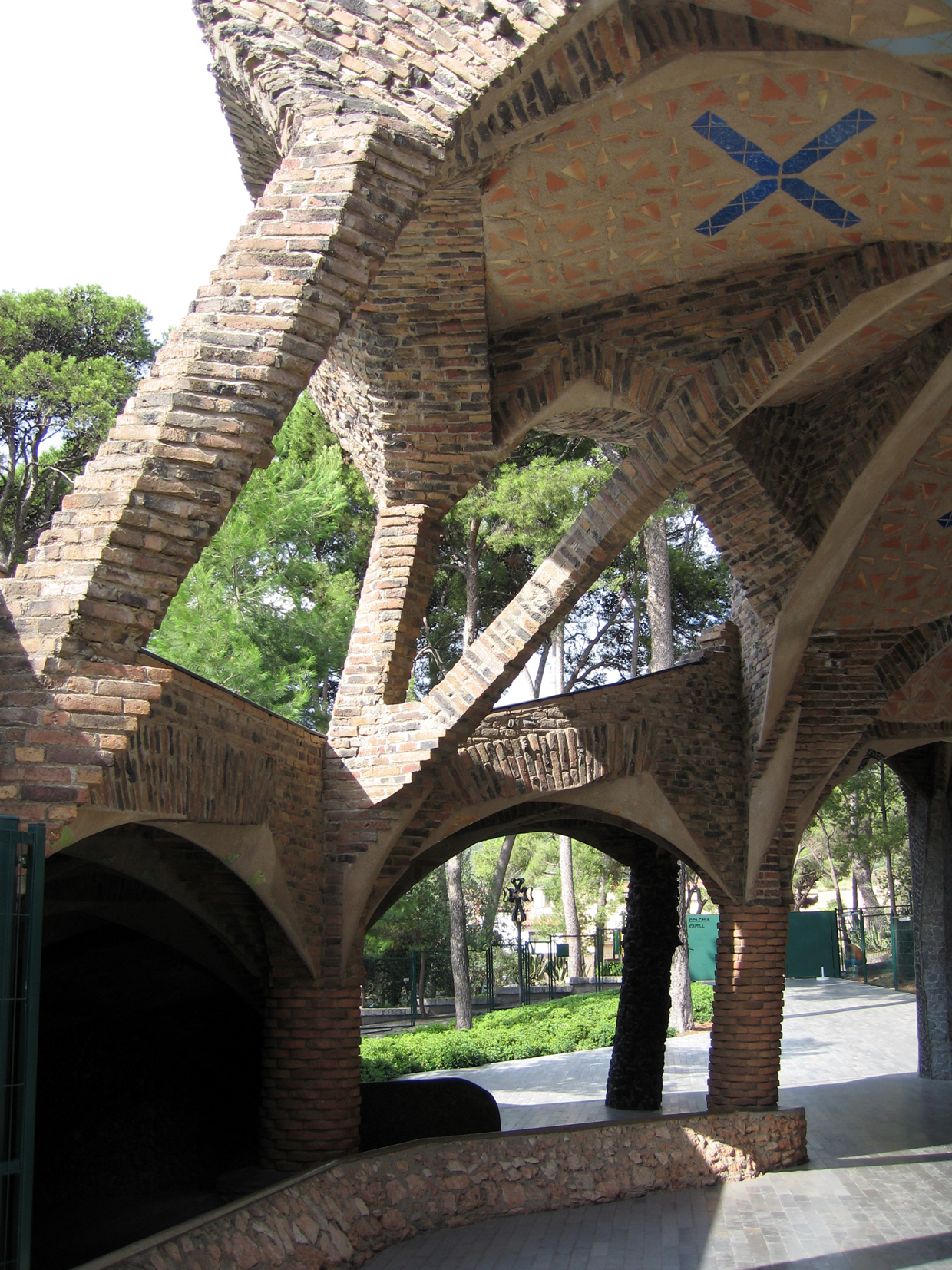
Gewelf in de crypte van de onvoltooide kerk in Colònia Güell

Vergeleken met de architecten van zijn tijd was Gaudí opvallend praktisch ingesteld. In plaats van veel tijd achter de tekentafel door te brengen, was hij vaak in de weer met maquettes om bijvoorbeeld de sterkte van een constructie te testen. Zijn werkwijze daarbij was om maquettes ondersteboven uit te voeren als constructies van hangende touwtjes. Het idee was dat de touwtjes de kettinglijn aannemen, en vrij zijn van zijdelingse krachten. Als de maquette dan nauwgezet als staande constructie wordt gerealiseerd, zal deze constructie vrij zijn van spatkrachten en met minimaal gebruik van materiaal kunnen worden gerealiseerd. Een geniale benadering die door Gaudí veel werd toegepast, zoals voor de zuilen, de torens en het gewelf van de Sagrada Família en het dakpaviljoen op Casa Milà. Zijn bouwtekeningen waren vaak schetsen, dus weinig exact. Pas tijdens de bouw ontwikkelde hij veel van zijn ideeën, vaak na overleg met de arbeiders. Omdat hij over zijn theorieën en principes vrijwel niets op papier zette, werd hij na zijn dood relatief weinig nagevolgd.
Onder meer de langdurige bestudering na zijn dood van de maquettes leverde inzicht waarop Gaudí's compositieregels, vooral die bij de Sagrada Família, zijn gebaseerd. De architect gebruikte bij dat kerkgebouw een klein aantal meetkundige principes, die hij combineerde. Qua talstelsel gebruikte Gaudí het decimale getallensysteem; echter verhoudingen tussen de bouwdelen bleken tevens gebaseerd op het twaalftallig stelsel. Basisvormen die hij toepaste zijn onder meer de hyperboloïde en paraboloïde. De zuilen van het schip van de Sagrada Família zijn een uniek ontwerp en bestaan uit dubbelgetordeerde Salomonische zuilen met gelijke helices die tegen elkaar in draaien. Om na zijn dood tot een goed inzicht te komen hoe het kerkgebouw verder af te bouwen, is de hulp ingeroepen van CAD-software. Vanwege de bijzondere vormgeving die Gaudí toepaste, bleek de CAD-software voor architectuur ongeschikt en er diende overgestapt te worden op software die in de luchtvaarttechniek gebruikt wordt.
Het was ook niet makkelijk om Gaudí's werk voort te zetten. Gaudí werkte veelal proefondervindelijk zijn constructies uit zonder veiligheidsmarge, te klein zelfs.
Gaudí's gebouwen maken een extravagante indruk, maar hij gebruikte vooral relatief goedkoop en lokaal beschikbaar materiaal, zoals baksteen. Voor zijn trencadis mozaïeken werden vaak scherven gebruikt die afval waren van firma's in keramiek.

## Overzicht van ontwerpen

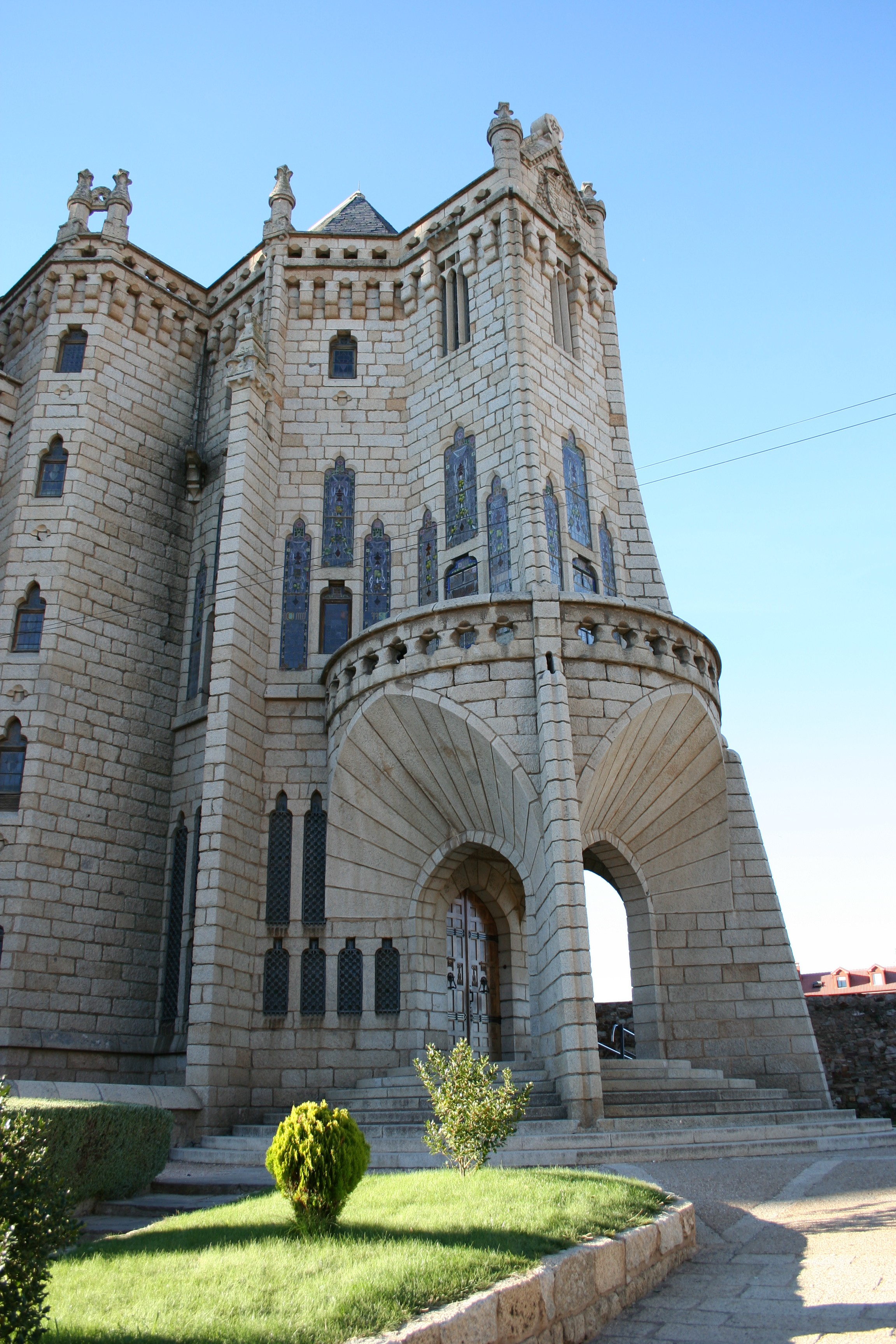
Bisschoppelijk paleis van Astorga, hoofdingang

Hieronder volgt een lijst van een aantal van Gaudí's ontwerpen. Tussen haakjes staat de bouwperiode vermeld.
- Casa Vicens (1883-1889)
- El Capricho (1883-1885)
- Pavellons Güell (1883-1887)
- Sagrada Família (sinds 1883)
- Bisschoppelijk paleis van Astorga (1883-1913)
- Finca Güell (1884-1887)
- Palau Güell (1886-1889)
- Colegio Teresiano (1887-1889)
- Casa Botines (1891-1892)
- Celler Güell (1895–1897)
- Casa Calvet (1898-1900)
- Cripta Colònia Güell (1898-1917)
- Bellesguard (1900-1909)
- Park Güell (1900-1914)
- Casa Batlló (1904-1906)
- Chalet van Catllaràs (1905)
- Els Jardins de Can Artigas (1905-1906)
- Casa Milà / La Pedrera (1906-1910)
- Gaudí-tegel (1904), een zeshoekige tegel die wordt gebruikt voor de bestrating van de Passeig de Gràcia.